# La Nueva Esperanza, Tuxpan
La Nueva Esperanza är en ort i Mexiko.   Den ligger i kommunen Tuxpan och delstaten Veracruz, i den sydöstra delen av landet, 250 km nordost om huvudstaden Mexico City. La Nueva Esperanza ligger 26 meter över havet och antalet invånare är 118.
Terrängen runt La Nueva Esperanza är platt. Runt La Nueva Esperanza är det ganska tätbefolkat, med 104 invånare per kvadratkilometer. Närmaste större samhälle är Tuxpan de Rodríguez Cano, 17,7 km söder om La Nueva Esperanza. Trakten runt La Nueva Esperanza består till största delen av jordbruksmark.